# Marta Hermanowicz
Marta Hermanowicz (ur. 1992) – polska pisarka.
Absolwentka politologii na Uniwersytecie Szczecińskim. Laureatka nagrody głównej 11. Międzynarodowego Festiwalu Opowiadania 2015. W 2024 zadebiutowała powieścią Koniec (Wydawnictwo Art Rage), za którą została nominowana do:
- Nagrody Literackiej m.st. Warszawy 2025 w kategorii Proza[2]
- Paszportu Polityki 2024 w kategorii Książka[3]
- Nagrody Bestseller Empiku 2024 w kategorii Odkrycia Empiku: Literatura[4]
- zalazła się na „krótkiej liście” Nagrody Literackiej im. Witolda Gombrowicza 2025[5].